# Rozložíš paměť
Rozložíš paměť je první román českého básníka, romanopisce a publicisty Marka Torčíka vydaný v roce 2023 Nakladatelstvím Paseka.

## Popis děje
Autor za pomocí du-formy popisuje své dětství a dospívání v průmyslovém Přerově. Hlavní postava, Marek, vyrůstá ve světě, kde je chudoba dědičná, očekávání nízká, a jakákoli jinakost trestána. Od něj se očekává spokojení s maturitou a nalezení práce podobné té, jakou měla jeho matka. Marek se však snaží uniknout tomuto cyklu. Jeho sexuální orientace, stavící ho mimo maskulinní normy, je zdrojem šikany a násilí. 
Hrdina v románu plném melancholie "rozkládá" svou paměť a pomocí vyprávění a analýzy vzpomínek i kolektivní paměti dělnické třídy ukazuje, jak se minulost přenáší z generace na generaci a ovlivňuje přítomnost.

## Postavy
Hlavní postavou příběhu je queer mladík Marek, jehož život formují chudoba a složité rodinné vztahy. Klíčové postavy v jeho životě jsou matka, dědeček a otec. Kromě nich hraje důležitou roli vztah s vrstevníkem, zatímco ostatní ho kvůli jeho odlišnosti šikanují.

## Přijetí díla
Podle recenze pedagožky a knižní redaktorky Zuzany Kultánové pro literární časopis Tvar je debut Marka Torčíka románem o odpuštění a smíření, navzdory převládající beznaději. Vypravěč Marek ožívá především ve vztahu s charismatickým Marianem, jejich love story je nejsilnější částí knihy. Torčík líčí traumata dysfunkční rodiny, šikanu i děděné vzorce, které postavy svírají. Text však trpí absencí jednotící myšlenky, nadbytkem vztahových linek a autorovým odstupem, což oslabuje jeho naléhavost. Přesto román nabízí záblesky naděje a lásky, která i přes zradu dokáže proměnit. Jak výstižně zaznívá: „Děda je v podstatě dobrý člověk. Ne proto, jaký je, ale proto, čí je.“ 
Publicistka Michaela Peštová v recenzi pro Salon Práva zdůrazňuje autorovu naléhavost a odvahu otevírat témata šikany, domácího násilí a chudoby. Marek Torčík, básník debutující jako prozaik, podle ní citlivě zkoumá, jak vzpomínky formují i uvězňují člověka. Jeho vyprávění v druhé osobě působí intimně, přenáší čtenáře do hrdinových prožitků a zároveň odhaluje společenské problémy, jako je patriarchální kapitalismus či antiromský rasismus. „Torčík píše lehce a přesně, jeho metafory umocňují pochopení postav,“ vyzdvihuje Peštová. Román podle ní naplňuje prázdná místa české literatury, která se těmto těžkým tématům dosud vyhýbala. „To, že podobná kniha vznikla až teď, je obrazem naší společnosti,“ uzavírá. 

## Ocenění
V roce 2024 byla knize udělena cena Magnesia Litera za prózu.  Roku 2024 kniha rovněž získala Cenu Jiřího Ortena.